# Eudarcia sinjovi
Eudarcia sinjovi är en fjärilsart som beskrevs av Reinhardt Gaedike 2000. Eudarcia sinjovi ingår i släktet Eudarcia och familjen äkta malar. Inga underarter finns listade i Catalogue of Life.